# Dépôt En Chardon
Le dépôt En Chardon est un dépôt de tramway et d'autobus des Transports publics genevois qui est situé route de Meyrin, sur le territoire de la commune de Vernier, dans le canton de Genève en Suisse. En construction depuis 2015, il devait être mis en service en 2019 pour permettre de libérer en partie le site du dépôt de La Jonction qui sera dédié aux seuls trolleybus, de dé-saturer celui du Bachet-de-Pesay et d'offrir aux TPG une capacité de remisage suffisante en prévision des extensions du réseau planifiées pour les années à venir. 
Les retards du chantier puis la pandémie de Covid-19 ont repoussé l'ouverture officielle en août 2020 et la mise en service complète en octobre 2020.

## Localisation
Le dépôt est situé sur la commune de Vernier, le long de la route de Meyrin où circulent les lignes 14 et 18 du tramway de Genève. Il est situé sur un terrain placé dans l'axe des pistes de l'aéroport international de Genève côté sud, dans la zone des Batailles et au lieu-dit En Chardon. On retrouve à l'ouest du dépôt la piste du Touring Club Suisse et au sud le chemin de Champs Prévost.

## Histoire

### Contexte
La construction du dépôt doit répondre à deux problématiques des TPG : La saturation des dépôts existants, qui ne peuvent accueillir plus de matériel alors que le réseau est amené à s'étendre, et la fermeture partielle programmée du dépôt de La Jonction, qui ne sera utilisé que pour les trolleybus.
Les plans du projet sont déposés à l'OFT en août 2010 et sont approuvés deux ans plus tard, les plans complémentaires sont envoyés à leur tour en juillet 2014 et approuvés en février 2015.
La loi de financement est votée le 22 mars 2012 par le Grand Conseil et prévoit un budget de 329 millions de francs dont 150 millions de subventions étatiques et 180 millions à financer par les TPG, dont 160 millions via un emprunt de 20 ans obtenu en mai 2015,.

### Déroulement des travaux
Les travaux préparatoires ont lieu de juin 2013 à avril 2014.
La construction du dépôt débute en octobre 2014, le chantier a été attribué à Implenia pour un montant de 93 millions de francs. Le déblaiement du site dure jusqu'en 2016, la nature semi-enterrée du dépôt nécessitant d'évacuer 450 000 m3 de terre. L’évacuation des gravats s'effectue à partir du 18 septembre 2015 à l'aide d'une bande transporteuse de 1,6 km de long entre le chantier et la zone industrielle de Meyrin-Satigny (Zimeysa) où ils sont traités, en grande partie aérienne sauf un tronçon de 90 m sous les voies CFF et surplombant les rues avoisinantes sur des pylônes pouvant atteindre huit mètres de haut. Non prévue initialement, elle aura coûté six millions de francs et évite près de 30 000 allers/retours en camion ; l'obtention tardive du permis de construire, en février 2015, aura nécessité de commencer l'évacuation des gravats par camion.
Les ultimes terrassements sont achevés en janvier 2017, permettant le démantèlement de la bande transporteuse, le comblement de son tunnel sous les voies CFF et la remise en état des lieux.
Le gros œuvre est achevé en mai 2018, le raccordement d'accès au dépôt depuis les voies des lignes 14 et 18 est réalisé entre le 18 juin et le 27 août 2018,.

### Scandale de dumping salarial
En mai 2019, le chantier est au cœur d'un scandale de dumping salarial : le 28 mai, la police cantonale et l'Office cantonal de l'inspection et des relations de travail (OCIRT) perquisitionnent le chantier après avoir été alertés de possibles sous-enchères salariales par les syndicats concernant l'entreprise chargée des travaux d'électricités, achevés à plus de 90 %. Cette société est la filiale vaudoise d'un groupe italien qui avait mandaté une autre entreprise qui fournissait des employés italiens moins payés que ce qui est déclaré aux autorités. L'OCIRT a interdit l'entreprise en question d'accéder au chantier à partir du 15 juin, ce qui pourrait entraîner un surcoût de 10 millions de francs et 18 mois de retard selon la direction des TPG.
L'entreprise finit par obtenir son retour sur le chantier puis le quitte définitivement, nécessitant de repousser l'ouverture au 20 avril 2020 au lieu du 15 décembre 2019 et de refaire un appel d'offres pour choisir une nouvelle entreprise prestataire.

### Mise en service
En mars 2020, le dépôt est ouvert de façon anticipé afin d'y stationner une dizaine de convois de rames DAV, un convoi est ici une composition d'une rame DAV à deux caisses et d'une à trois caisses, afin de libérer celui du Bachet de ces rames inutilisées en raison du trafic réduit imposé par la pandémie de Covid-19.
Le dépôt est finalement mis en service de façon officielle le 24 août 2020, le transfert des activités se fait de façon progressive pour s'achever le 26 octobre 2020 par le transfert de 45 rames tramways ainsi que de 130 autobus remisés précédemment au dépôt de La Jonction, ce dernier devenant le dépôt des trolleybus exclusivement ; une inauguration officielle et une journée portes ouvertes aura lieu une fois que la crise sanitaire liée au Covid-19 sera terminée.

## Installations
La dépôt a une surface au sol de 34 000 m2 pour une surface brute de 80 000 m2 répartis sur trois niveaux dont deux souterrains, l'emplacement du dépôt au bout des pistes de l'aéroport limitant drastiquement la hauteur du bâtiment. Il accueille :
- un remisage tramway calibré pour environ 70 rames de 44 mètres de long (ou 59 rames dans le remisage et 12 dans les fosses d'entretien[17]) ;
- un remisage bus calibré pour environ 130 autobus articulés de 18,75 mètres de long (ou 121 bus en sous-sol et 15 en rez-de-chaussée[17]) ;
- un centre de maintenance secondaire, le centre principal restera au dépôt du Bachet-de-Pesay.

La hauteur maximale du dépôt, majoritairement enterré, est de cinq mètres côté route de Meyrin et de 80 centimètres côté chemin de Champs Prévost. Le toit accueille sur 10 000 m2 une centrale solaire photovoltaïque et 11 000 m2 sont végétalisés.
Les accès routiers et ferroviaires s'effectuent depuis la route de Meyrin, via notamment une bifurcation ferroviaire en triangle, à mi-chemin des stations Blandonnet et Jardin-Alpin-Vivarium du tramway.